# Restoule Lake
Restoule Lake är en sjö i Kanada.   Den ligger i Parry Sound District och provinsen Ontario, i den sydöstra delen av landet, 300 km väster om huvudstaden Ottawa. Restoule Lake ligger 208 meter över havet. Arean är 12,8 kvadratkilometer. Den sträcker sig 3,9 kilometer i nord-sydlig riktning, och 11,4 kilometer i öst-västlig riktning.
I omgivningarna runt Restoule Lake växer i huvudsak blandskog. Trakten runt Restoule Lake är nära nog obefolkad, med mindre än två invånare per kvadratkilometer.